# Ходж, Джо
Джозеф Шон Ходж (англ. Joseph Shaun Hodge; род. 14 сентября 2002, Манчестер, Северо-Западная Англия) — ирландский футболист, полузащитник клуба «Вулверхэмптон Уондерерс».

## Клубная карьера
Ходж — воспитанник «Манчестер Сити». В молодёжном кубке Англии по футболу 2019/20 стал обладателем трофея, в финальном матче против «Челси» вышел в стартовом составе.
Перед сезоном 2021 года на правах аренды перешёл в клуб премьер-дивизиона Ирландии «Дерри Сити», но покинул клуб, так и не сыграв за него из-за травмы. В 2021 году Ходж подписал контракт с клубом премьер-лиги «Вулверхэмптон Уондерерс». 8 октября 2022 года в матче против «Челси» он дебютировал в Премьер-лиге.

## Достижения
«Манчестер Сити»
- Обладатель молодёжного Кубка Англии: 2019/20[11]